# Corba fotomètrica
Una corba fotomètrica és la representació gràfica del comportament de la llum. Aquesta, mostra les diferents característiques relacionades amb la naturalesa de la font, el tipus de reflector utilitzat i l'òptica o el disseny de les lluminàries.
Esdevenen una eina molt important per la selecció de la lluminària o la font ideal per a cada projecte d'il·luminació.